# Elektrowärme

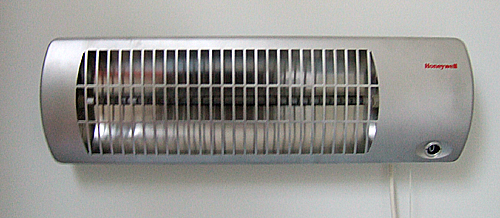
Elektrischer Heizstrahler

Elektrowärme und Elektroheizung sind in der Wärmetechnik und Elektrotechnik Sammelbegriffe für Wärme bzw. thermische Energie, die durch Umwandlung aus elektrischer Energie entsteht. Das zugrunde liegende Prinzip ist das Stromwärmegesetz.
In diesem Zusammenhang werden auch die Begriffe Stromwärme und joulesche Wärme verwendet, allerdings nicht einheitlich, teilweise im Sinne von Energie, teilweise von Leistung.
Insbesondere seit Beginn des 20. Jahrhunderts setzte sich in einer Anzahl von Bereichen – von Haushaltsgeräten bis zur industriellen Anwendung – die Heizung durch Elektrowärme gegenüber der direkten Beheizung durch Befeuerung mit einem Brennstoff wie Holz, Kohle, Gas oder Öl durch. Die Gründe waren vielfältig, sie reichten von wirtschaftlichen Überlegungen sowie Brandschutz und Sicherheit bis hin zu besserer Handhabung und mehr Bequemlichkeit und Komfort.
Ein Nachteil in der Nutzung ergibt sich aus der durch Wandlung verschiedener Energiearten entstehenden Wirkungsgrad-Kette sowie aus Leitungs-bedingten Transportverlusten: Da bis vor einigen Jahrzehnten das Stromnetz zu großen Teilen durch thermische Kraftwerke gespeist worden ist – von Photovoltaik, Wasserkraft und Windenergie werde hier einmal abgesehen –, ist in gewisser vereinfachender Näherung thermische Energie im Kraftwerk zunächst in elektrische Energie gewandelt worden, um in der Elektroheizung schließlich wieder in thermische Energie überführt zu werden (Dieses vereinfachende Nährerungsmodell ist mittlerweile nicht mehr zu akzeptieren, da sich der Anteil erneuerbarer Energien am Strommix in den letzten Jahren deutlich erhöht hat.). Gäbe es, hypothetisch gedacht, ausschließlich thermische Kraftwerke, so würde dies zu einem Gesamtwirkungsgrad inkl. Verteilverluste von nur ca. 33 % bis zur Steckdose führen. Diesem Umstand wurde erst in den letzten Jahrzehnten breitere Aufmerksamkeit zuteil. Der besagte Umstand steht auch mit den Gesetzmäßigkeiten der Thermodynamik und dem Carnot-Wirkungsgrad in Zusammenhang. Mit Blick auf das, was von der Steckdose ausgehend, auf der Verbraucherseite passiert, so liegt der elektrische Wirkungsgrad, etwa von Widerstandsheizungen, typisch bei 95–99,8 %.

## Arten der Elektrowärme
| Energiequelle               | Untergruppe                            | Anwendungen |
| --------------------------- | -------------------------------------- | --- |
| elektrischer Strom          | Widerstandsheizung                     | Heizlüfter, Eierkocher, Elektrogebäudeheizung, Elektroherd, Elektrokamin, Glühlampe, Glühwendel, Heizelement, Heißluftgebläse, Lötkolben, Wasserkocher, Wäschetrockner, Tauchsieder, Heizstrahler, u.v.a.m. |
| elektrischer Strom          | Wärmepumpe                             | Wärmepumpenheizung |
| elektrischer Strom          | Lichtbogen                             | Schweißen, Lichtbogenofen |
| elektromagnetische Felder   | Induktive Erwärmung                    | Induktionsofen, Induktionskochfeld, Tiegelofen, Wirbelstrombremse |
| elektromagnetische Felder   | Kapazitive Erwärmung (dielektrische ~) | Mikrowellenherd, Hochfrequenzfeld-Heizung, Diathermie |
| elektromagnetische Strahlen | Infrarotstrahlung                      | Infrarot-Behandlung, Infrarotwärmekabine |
| elektromagnetische Strahlen | Laserstrahl                            | Laserschweißen, Laserschneiden, Lasermedizin |
| elektromagnetische Strahlen | Plasmastrahl                           | Plasma-Schmelzschneiden |
| elektromagnetische Strahlen | Elektronenstrahl                       | Elektronenstrahlschweißen |